# Thelairodes spinosus
Thelairodes spinosus là một loài ruồi trong họ Tachinidae.